# سجاد آیدنلو
سجاد آیدنلو (متولد ۱۳۵۹ در ارومیه) پژوهشگر ادبیات فارسی و استاد تمام دانشگاه پیام نور ارومیه است. از او حدود چهارده کتاب و نزدیک دویست مقاله در حوزه شاهنامه‌شناسی منتشر شده‌است. وی چندین مقام و موفقیت علمی کسب کرده است از جمله برگزیدگی در جشنواره نقد کتاب و آیین بزرگداشت حامیان نسخ خطی، شایسته تقدیر در اولین دوره جایزه جلال و شایسته تقدیر در کتاب سال.

## آثار
- از اسطوره تا حماسه (هفت گفتار در شاهنامه پژوهی)، سجاد ایدنلو، محمدامین ریاحی (مقدمه)، ناشر: سخن
- شاهنامه و ادب عامیانه کردی
- دفتر خسروان
- زرین قبانامه
- شاهنامه (۱)
- شاهنامه (۲)
- آفتابی در میان سایه‌ای
- پهلوان‌نامه گرشاسپ
- رستم‌نامه
- نارسیده ترنج
- آذربایجان و شاهنامه